# Paepalanthus capanemae
Paepalanthus capanemae är en gräsväxtart som beskrevs av Silveira. Paepalanthus capanemae ingår i släktet Paepalanthus och familjen Eriocaulaceae. Inga underarter finns listade i Catalogue of Life.